# Joumine (délégation)
Joumine est une délégation tunisienne dépendant du gouvernorat de Bizerte.
En 2004, elle compte 35 213 habitants dont 17 787 hommes et 17 426 femmes répartis dans 6 755 ménages et 6 325 logements.
Cette délégation compte neuf secteurs (imadas) : Tahent, Bazina, Ouled Ghanem, Essemman, Chenana, Kef Ghrab, Touajnia, Rouaha et Berraies.